# 银线草
银线草（学名：[Chloranthus japonicus] 错误：{{Lang}}：文本有斜体标记（帮助））是金粟兰科金粟兰属的植物。分布在朝鲜、日本以及中国大陆的甘肃、吉林、山西、山东、陕西、河北、辽宁等地，生长于海拔500米至2,300米的地区，多生于山谷杂木林下荫湿处、山坡或沟边草丛中。

## 别名
鬼督郵、灯笼花（吉林） 四叶七、白毛七（陕西） 四块瓦、四叶辛、四大天王
据《本草綱目·草之二》：保升曰︰莖似細箭杆，高二尺以下。葉生莖端，狀如傘。花生葉心，黃白色。根橫生而無須，二月、八月採根。徐長卿、赤箭並有鬼督郵之名，而主治不同，宜審用之。

## 延伸阅读
[在维基数据编辑]
 《欽定古今圖書集成·博物彙編·草木典·鬼督郵部》，出自陈梦雷《古今圖書集成》